# Hypselodesmus bicolor
Hypselodesmus bicolor är en mångfotingart som beskrevs av Loomis 1941. Hypselodesmus bicolor ingår i släktet Hypselodesmus och familjen Chelodesmidae. Inga underarter finns listade i Catalogue of Life.